# 4806 Miho
4806 Miho eller 1990 YJ är en asteroid i huvudbältet som upptäcktes den 22 december 1990 av de båda japanska astronomerna Takeshi Urata och Akira Natori vid JCPM Yakiimo Station. Den är uppkallad efter Miho i japan.
Asteroiden har en diameter på ungefär 15 kilometer och den tillhör asteroidgruppen Flora.